# Доусън (окръг, Небраска)
Вижте пояснителната страница за други значения на Доусън.
Окръг Доусън (на английски: Dawson County) е окръг в щата Небраска, Съединени американски щати. Площта му е 2639 km², а населението - 24 365 души (2000). Административен център е град Лексингтън.